# 圣让德福斯
圣让德福斯（法語：Saint-Jean-de-Fos，法語發音：[sɛ̃ ʒɑ̃ də fɔs]）是法国埃罗省的一个市镇，属于洛代沃区。

## 地名
该地名“Saint-Jean-de-Fos”发音为[sɛ̃ ʒɑ̃ də fɔs]，末尾字母“s”发音，《世界地名译名词典》将其误译作“圣让-德福”。

## 地理
圣让德福斯（43°42'3"N, 3°33'3"E）面积14.19 平方千米，位于法国奧克西塔尼大區埃罗省，该省份为法国南部沿海省份，南濒地中海，西南接奥德省，西北接塔恩省和阿韦龙省，东北与加尔省接壤。
与圣让德福斯接壤的市镇（或旧市镇、城区）包括：阿尼亚讷、日尼亚克、蒙佩鲁、圣吉耶姆勒代塞尔。
圣让德福斯的时区为UTC+01:00、UTC+02:00（夏令时）。

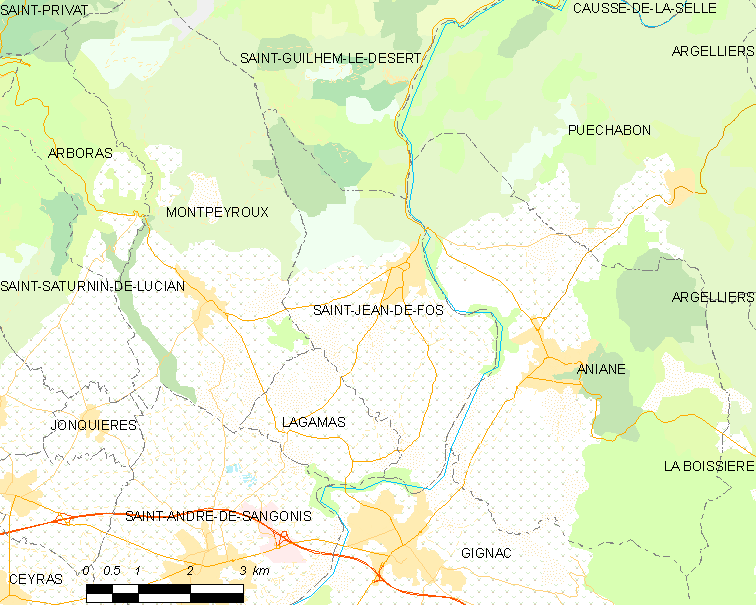
圣让德福斯的OSM定位图

## 行政
圣让德福斯的邮政编码为34150，INSEE市镇编码为34267。

## 政治
圣让德福斯所属的省级选区为日尼亚克县。

## 人口

1962-2008年间圣让德福斯人口变化图示

圣让德福斯于2022年1月1日时的人口数量为1743人。